# Луций Анний Максим
Луций Анний Максим (лат. Lucius Annius Maximus) — римский государственный деятель первой половины III века.

## Биография
Предположительно, Максим мог происходит из Путеол из Квириниевой трибы и получил патрицианское звание в правление императора Антонина Пия. В 207 году Максим занимал должность ординарного консула вместе с Гаем Септимием Севером Апром. Также известно, что он входил в состав жреческой коллегии палатинских салиев.
Его сыном, возможно, был Тит Анний Максим, сенатор начала III века.